# Доа (Јура)
Доа (фр. Doye) насеље је и општина у источној Француској у региону Франш-Конте, у департману Јура која припада префектури Лон ле Соније.
По подацима из 2011. године у општини је живело 99 становника, а густина насељености је износила 27,81 становника/km². Општина се простире на површини од 3,56 km². Налази се на средњој надморској висини од 790 метара (максималној 801 m, а минималној 630 m).

## Демографија
| 1962. | 1968. | 1975. | 1982. | 1990. | 1999. | 2011. |
| ----- | ----- | ----- | ----- | ----- | ----- | ----- |
| 85    | 106   | 94    | 87    | 76    | 69    | 99    |

График промене броја становника у току последњих година